# Eopsaltria griseogularis
Petróica-de-peito-cinzento ou papinho-amarelo-ocidental (Eopsaltria griseogularis) é uma espécie de ave da família Petroicidae.
É endémica da Austrália.
Os seus habitats naturais são: florestas temperadas, florestas subtropicais ou tropicais húmidas de baixa altitude e matagais mediterrânicos.